# 장연주 (정치인)
장연주(張蓮珠, 1969년 3월 13일~)는 대한민국의 정치인이다. 현재 제8대 광주광역시의원을 역임하고 있다.

## 학력
- 함평여자중학교 졸업
- 목포정명여자고등학교 졸업
- 전남대학교 국어국문학과 학사

## 경력
- 광주시민센터 어린이안전운동본부장
- 광주시민센터 공동대표
- 공동육아협동조합 어깨동무 조합장
- 틔움키움광주네트워크 이사
- 광주여성노동자회 회장
- 2018년~: 제8대 광주광역시의회 의원
  - 제8대 광주광역시의회 환경복지위원회 위원장
- 정의당 광주시당 부위원장

## 역대 선거 결과
|  | 17.73% |

|  | 4.05% |

|  | 12.77% |

|  | 4.71% |